# Andrea Natali
Pour les articles homonymes, voir Natali.
Andrea Natali, né le 28 janvier 2008 à Milan, est un footballeur italien qui joue au poste de défenseur central au Bayer Leverkusen

## Biographie

### Carrière en club
Né à Milan au Italie, Andrea Natali est formé par le FC Barcelone, qu'il a rejoint à l'âge de 13 ans,, après un premier passage à l'Espanyol, alors qu'il est arrivé en Espagne dans son enfance avec sa famille, son père Cesare Natali étant également footballeur,.

### Carrière en sélection
Andrea Natali est convoqué avec l'équipe d'Italie des moins de 17 ans pour participer au Championnat d'Europe des moins de 17 ans qui a lieu en mai et juin 2024. L'Italie atteint la finale de la compétition après sa victoire face au Danemark (1-0),.

## Palmarès
À venir.